# Nesoptilotis flavicollis
Nesoptilotis flavicollis là một loài chim trong họ Meliphagidae.
Đây là loài bản địa Tasmania của Úc.